# William Baluchet, roi des détectives

William Baluchet, roi des détectives est un film muet français en cinq épisodes réalisé par Gaston Leprieur, tourné en 1920 et sorti en 1921.
Les cinq épisodes sont intitulés : Le Testament de la comtesse de Pressac, Les Mystères de Passy, Jours d'angoisse, L'Homme aux trois visages et Le voile se déchire.

## Fiche technique
- Titre : William Baluchet, roi des détectives
- Réalisation : Gaston Leprieur
- Scénario : d'après le roman d'André Bencey
- Société de production : Monat Films
- Société de distribution : Pathé Consortium Cinéma
- Pays de production :  France
- Langue : film muet avec les intertitres  en français
- Format : Noir et blanc — 35 mm — 1,33:1 — Muet
- Métrage total : 3 220 mètres
- Métrage par épisode : 655 mètres (1er épisode) ; 620 mètres (2e épisode) ; 650 mètres (3e épisode) ; 670 mètres (4e épisode) ; 625 mètres (5e épisode)
- Genre : Film dramatique, Film policier
- Durée totale : 107 minutes et 20 secondes (1 h 47 minutes et 20 secondes)
- Durée par épisode : 21 minutes et 50 secondes (1er épisode) ; 20 minutes et 40 secondes (2e épisode) ; 21 minutes et 40 secondes (3e épisode) ; 22 minutes et 20 secondes (4e épisode) ; 20 minutes et 50 secondes (5e épisode)
- Numéro de catalogue Pathé : 8680 (1er épisode) ; 8681 (2e épisode) ; 8682 (3e épisode) ; 8683 (4e épisode) ; 8684 (5e épisode)
- Dates de sortie :
  - France : 3 janvier 1921 (1er épisode) | 10 janvier 1921 (2e épisode) ; 17 janvier 1921 (3e épisode) ; 24 janvier 1921 (4e épisode) ; 31 janvier 1921 (5e épisode)

## Distribution
- Georges Mauloy : William Baluchet
- Armand Numès : Castal
- Maria Fromet : Roberte Castal
- Pierre Denols : Me de Prémonville
- Yvonne Desvignes : Marthe Henry
- Suzanne Talba : la señora Leona
- Paul Hubert : Don Pedro
- Adrienne Duriez : Mme Berthelier
- Loetitien : Francis Bertellier
- Louis Vonelly : de Pressac
- Léon Duvelleroy : Sommières
- John Warriley : Gaurin